# Austrolimnius chiloensis
Austrolimnius chiloensis is een keversoort uit de familie beekkevers (Elmidae). De wetenschappelijke naam van de soort werd in 1918 gepubliceerd door George Charles Champion.